# Sep7imo Dia
SÉP7IMO DÍA es un álbum de remixes de canciones de Soda Stereo, utilizado como banda sonora en los concierto en tributo al grupo organizados por Cirque Du Soleil. Fue publicado el 10 de marzo de 2017.

## Producción
La producción corrió a cargo de Zeta Bosio, Charly Alberti más Adrián Taverna quien en 2009 trabajó con Gustavo Cerati para su último trabajo, Fuerza Natural.
Fue un arduo proceso de investigación en el que se digitalizaron y restauraron las cintas originales de la banda. Luego se abrieron los multi-tracks, para trabajar en estas nuevas versiones. En las mezclas finales podrán escuchar hallazgos en vivo, out-takes de estudio, fragmentos de las canciones originales y mash-ups. Un dato curioso es que para este disco se usó el mismo sistema de trabajo que utilizaban The Beatles con su productor, George Martin, que consiste en solapar trozos o piezas al unísono dentro de una misma mezcla.
En Chile, el álbum alcanzó el galardón de disco de oro por sus ventas. En Argentina la banda también consiguió disco de oro y para recibir dicha distinción, Charly Alberti y Zeta Bosio realizaron una histórica firma de discos en El Ateneo Grand Splendid. 2 meses más tarde alcanzarían el disco de platino, asimismo a mediados de julio en Chile.

## Lista de canciones
| N.º   | Título | Duración |  |
| 1.    | «En el séptimo día» (Contiene elementos de «Zoom»)                                                                                                | 3:05     |  |
| 2.    | «Cae el sol / Planta» | 5:21     |  |
| 3.    | «Pícnic en el 4º B / Te hacen falta vitaminas / Mi novia tiene bíceps»                                                                            | 6:24     |  |
| 4.    | «Ella usó, un misil» (Instrumentación de «Ella usó mi cabeza como un revólver», vocales de «Un misil en mi placard»)                              | 1:30     |  |
| 5.    | «Prófugos» (Contiene elementos de la versión de estudio y varias versiones en vivo.)                                                              | 4:27     |  |
| 6.    | «En remolinos» | 5:02     |  |
| 7.    | «Planeador» (Instrumentación de «Planeador», con vocales y elementos de «Disco eterno» y parte del intro de «Sweet sahumerio»)                    | 2:25     |  |
| 8.    | «Persiana americana» (Contiene elementos de la versión de estudio y varias versiones en vivo.)                                                    | 3:36     |  |
| 9.    | «Signos» (Contiene elementos de la versión de estudio y varias versiones en vivo.)                                                                | 4:42     |  |
| 10.   | «Un millón de años luz» | 4:18     |  |
| 11.   | «Intro Luna roja» (Contiene elementos de «Nuestra fe»)                                                                                            | 2:05     |  |
| 12.   | «Luna roja» (Versión más corta que la original, sin el solo y la coda final.)                                                                     | 2:38     |  |
| 13.   | «Crema de estrellas» | 1:21     |  |
| 14.   | «Cuando pase el temblor» (Contiene elementos de la versión de estudio y varias versiones en vivo.)                                                | 3:49     |  |
| 15.   | «Hombre al agua» (Contiene elementos de la versión de estudio y varias versiones en vivo.)                                                        | 5:54     |  |
| 16.   | «Sueles dejarme solo» (El solo de guitarra de la canción que lleva al siguiente tema.)                                                            | 1:01     |  |
| 17.   | «En la ciudad de la furia» (Contiene elementos de la versión de estudio y varias versiones en vivo.)                                              | 5:22     |  |
| 18.   | «Efecto Doppler» | 1:18     |  |
| 19.   | «Primavera 0» (Contiene elementos de «Secuencia inicial», «Claroscuro», «Toma la ruta», «Final caja negra» y «Ameba»)                             | 4:55     |  |
| 20.   | «De música ligera» (Incluye elementos de «X-Playo»)                                                                                               | 5:50     |  |
| 21.   | «Terapia de amor intensiva» (La versión se recortó respecto de la original, con el intro de batería al revés y las primeras estrofas eliminadas.) | 3:36     |  |
| 78:50 | |          |  |

## Posicionamiento en listas

### Listas mensuales
| Lista (2017)                      | Mejor posición |
| --------------------------------- | -------------- |
| Estados Unidos (Latin Pop Albums) | 20             |
| Uruguay (CUD)                     | 3              |